# Iajuddin Ahmed
Iajuddin Ahmed (1 de febrero de 1931 en Munshiganj - Bangkok; 10 de diciembre de 2012) fue un profesor y político bengalí, Presidente de Bangladés (entre 6 de septiembre de 2002 y 14 de febrero de 2009). Su padre era Moulvi Ibrahim.

## Biografía
Estudió en la Universidad de Wisconsin, en Estados Unidos y después trabajó como profesor en el Departamento de la Ciencia del Suelo de la Universidad de Daca. También trabajó como profesor en la Universidad de Cornell en 1984, en la Universidad de Göttingen y en la Universidad Técnica Alemana.
Se casó con la doctora Anwara Begum y tuvo tres hijos.